# Deutsche Leichtathletik-Meisterschaften 1957/Resultate
Der Hauptteil der Wettbewerbe bei den 57. Deutschen Leichtathletik-Meisterschaften wurde einschl. des Marathonlaufs vom 16. bis 18. August 1957 in Düsseldorf ausgetragen.
In der hier vorliegenden Auflistung werden die in den verschiedenen Wettbewerben jeweils ersten sechs platzierten Leichtathletinnen und Leichtathleten aufgeführt. Eine Übersicht mit den Medaillengewinnerinnen und -gewinnern sowie einigen Anmerkungen zu den Meisterschaften findet sich unter dem Link Deutsche Leichtathletik-Meisterschaften 1957.
Wie immer gab es zahlreiche Disziplinen, die zu anderen Terminen an anderen Orten stattfanden – in den folgenden Übersichten jeweils konkret benannt.
Hier die ausführlichen Ergebnislisten der Meisterschaften:

## Meisterschaftsresultate Männer

### 100 m
| Platz | Athlet, Verein                          | Zeit (s) |
| ----- | --------------------------------------- | -------- |
| 1     | Manfred Germar (ASV Köln)               | 10,3     |
| 2     | Armin Hary (1. FC Saarbrücken)          | 10,5     |
| 3     | Leonhard Pohl (TSV Pfungstadt)          | 10,6     |
| 4     | Horst Poehler (TSV Bayer 04 Leverkusen) | 10,8     |
| 5     | Karl Günther (Hannover 96)              | 10,9     |
| 6     | Adolf Kluck (TSV Bayer 04 Leverkusen)   | 10,9     |

Datum: 18. August

### 200 m
| Platz | Athlet, Verein                               | Zeit (s) |
| ----- | -------------------------------------------- | -------- |
| 1     | Manfred Germar (ASV Köln)                    | 21,3     |
| 2     | Carl Kaufmann (Karlsruher SC)                | 21,5     |
| 3     | Leonhard Pohl (TSV Pfungstadt)               | 21,5     |
| 4     | Karl-Heinz Naujoks (TSV Bayer 04 Leverkusen) | 21,7     |
| 5     | Karl Breer (LAV Menden)                      | 21,8     |
| 6     | Manfred Possinger (TS Jahn München)          | 22,0     |

Datum:17. August

### 400 m
| Platz | Athlet, Verein                       | Zeit (s) |
| ----- | ------------------------------------ | -------- |
| 1     | Jürgen Kühl (SuS Bergedorf)          | 47,4     |
| 2     | Karl-Friedrich Haas (1. FC Nürnberg) | 47,4     |
| 3     | Manfred Poerschke (OSV Hörde)        | 47,6     |
| 4     | Walter Oberste (OSV Hörde)           | 47,8     |
| 5     | Horst Grone (DTSG 1874 Hannover)     | 48,5     |
| 6     | Horst Huber (Hannover 96)            | 48,5     |

Datum:18. August

### 800 m
| Platz | Athlet, Verein                               | Zeit (min) |
| ----- | -------------------------------------------- | ---------- |
| 1     | Paul Schmidt (OSV Hörde)                     | 1:49,5     |
| 2     | Edmund Brenner (Stuttgarter Kickers)         | 1:49,8     |
| 3     | Herbert Missalla (TSV Bayer 04 Leverkusen)   | 1:50,6     |
| 4     | Horst Liell (Post-SV Trier)                  | 1:50,7     |
| 5     | Friedrich Stracke (Barmer TV 1846 Wuppertal) | 1:51,0     |
| 6     | Hans-Walter Friedrich (LAV Menden)           | 1:52,0     |

Datum:18. August

### 1500 m
| Platz | Athlet, Verein                         | Zeit (min) |
| ----- | -------------------------------------- | ---------- |
| 1     | Olaf Lawrenz (Berliner SC)             | 3:48,8     |
| 2     | Werner Lueg (Barmer TV 1846 Wuppertal) | 3:50,3     |
| 3     | Günter Dohrow (SCC Berlin)             | 3:51,2     |
| 4     | Harald Mengler (TSV Eintracht Minden)  | 3:51,6     |
| 5     | Max Rentsch (TSV Schwaben Augsburg)    | 3:52,3     |
| 6     | Günter Timm (Rot-Weiß Koblenz)         | 3:52,6     |

Datum:18. August

### 5000 m
| Platz | Athlet, Verein                      | Zeit (min) |
| ----- | ----------------------------------- | ---------- |
| 1     | Heinz Laufer (SpVgg. Feuerbach)     | 14:19,0    |
| 2     | Alfred Kleefeldt (TSV Wendlingen)   | 14:21,6    |
| 3     | Wilhelm Schmidt (Werder Bremen)     | 14:22,4    |
| 4     | Ludwig Müller (Weseler TV)          | 14:37,8    |
| 5     | Herbert Pieritz (Polizei SV Berlin) | 14:52,0    |
| 6     | Helmut Thumm (TSV Bernhausen)       | 14:53,2    |

Datum:18. August

### 10.000 m
| Platz | Athlet, Verein                   | Zeit (min) |
| ----- | -------------------------------- | ---------- |
| 1     | Walter Konrad (TSV 1860 München) | 29:50,4    |
| 2     | Herbert Schade (Solinger LC)     | 29:56,0    |
| 3     | Karl-Heinz Paetow (Hamburger SV) | 31:22,2    |
| 4     | Fritz Böschen (VfL Wolfsburg)    | 31:33,8    |
| 5     | Jürgen Wedeking (SC Dahlhausen)  | 31:53,8    |
| 6     | Bodo Kleiner (TV Waldshut)       | 32:05,2    |

Datum:16. August

### Marathon
| Platz | Athlet, Verein                        | Zeit (h)  |
| ----- | ------------------------------------- | --------- |
| 1     | Gustav Disse (SC Dahlhausen)          | 2:31:08,8 |
| 2     | Fritz Schöning (TUSEM Essen)          | 2:33:43,2 |
| 3     | Wilfried Irmen (Eintracht Duisburg)   | 2:36:42,4 |
| 4     | Werner Schnepp (TUSEM Essen)          | 2:38:03,4 |
| 5     | Wolfgang Pretz (SV Moltkeplatz Essen) | 2:38:53,4 |
| 6     | Walter Ruttloh (SC Dahlhausen)        | 2:39:38,2 |

Datum: 17. August

### Marathon, Mannschaftswertung
| Platz | Verein, Besetzung                                                   | Zeit (h)  |
| ----- | ------------------------------------------------------------------- | --------- |
| 1     | TUSEM Essen (Fritz Schöning, Werner Schnepp, August Blumensaat)     | 7:51:26,6 |
| 2     | SC Dahlhausen (Gustav Disse, Walter Ruttloh, August Ruttloh)        | 7:53:350  |
| 3     | ASV Köln (Hugo Lipper, Günther Hahn, Pritz)                         | 8:21:510  |
| 4     | SCC Berlin (Siegfried Dieckmann, Hermann Brecht, Günter Thiele)     | 8:31:130  |
| 5     | SV Moltkeplatz Essen (Wolfgang Pretz, Werner Reck, Karl Uhlenbrock) | 8:40:340  |
| 6     | DJK Teutonia St. Tönis (Paul Bongartz, Heinz Rüdiger, Heinz Tonn)   | 9:02:400  |

Datum: 17. August

### 110 m Hürden
| Platz | Athlet, Verein                         | Zeit (s) |
| ----- | -------------------------------------- | -------- |
| 1     | Martin Lauer (ASV Köln)                | 14,2     |
| 2     | Bert Steines (Rot-Weiß Koblenz)        | 14,5     |
| 3     | Herbert Stürmer (1. FC Nürnberg)       | 14,6     |
| 4     | Karl-Ernst Schottes (Rot-Weiß Koblenz) | 15,0     |
| 5     | Hans-Jürgen Jenss (VfL Wolfsburg)      | 15,1     |
| 6     | Erwin Meister (TSV 1860 München)       | 15,1     |

Datum:17. August

### 200 m Hürden
| Platz | Athlet, Verein                         | Zeit (s) |
| ----- | -------------------------------------- | -------- |
| 1     | Martin Lauer (ASV Köln)                | 23,5     |
| 2     | Bert Steines (Rot-Weiß Koblenz)        | 24,1     |
| 3     | Herbert Stürmer (1. FC Nürnberg)       | 24,4     |
| 4     | Rudi Felger (TSG Backnang)             | 24,5     |
| 5     | Lutz Reinhardt (SV Darmstadt 98)       | 25,0     |
| 6     | Karl-Ernst Schottes (Rot-Weiß Koblenz) | 25,3     |

Datum:16. August

### 400 m Hürden
| Platz | Athlet, Verein                      | Zeit (s) |
| ----- | ----------------------------------- | -------- |
| 1     | Helmut Janz (Rot-Weiß Oberhausen)   | 52,3     |
| 2     | Wolfgang Fischer (SpVgg. Feuerbach) | 52,5     |
| 3     | Helmut Joho (USC Freiburg)          | 53,9     |
| 4     | Horst Peters (Werder Bremen)        | 54,2     |
| 5     | Werner Möller (Rendsburger TSV)     | 54,2     |
| 6     | Heinz Hoß (SpVgg. Feuerbach)        | 54,3     |

Datum:18. August

### 3000 m Hindernis
| Platz | Athlet, Verein                        | Zeit (min) |
| ----- | ------------------------------------- | ---------- |
| 1     | Heinz Laufer (SpVgg. Feuerbach)       | 8:55,2     |
| 2     | Hans Hüneke (VfL Wolfsburg)           | 8:56,8     |
| 3     | Helmut Thumm (TSV Bernhausen)         | 8:57,6     |
| 4     | Heiner Keller (USC Heidelberg)        | 8:58,2     |
| 5     | Karl-Heinz Schmalz (Rot-Weiß Koblenz) | 9:19,6     |
| 6     | Gerhard Globisch (SV Nordenham)       | 9:20,0     |

Datum:17. August

### 4 × 100 m Staffel
| Platz | Verein, Besetzung                                                                                 | Zeit (s)  |
| ----- | ------------------------------------------------------------------------------------------------- | --------- |
| 1     | ASV Köln (Peter Oertel, Martin Lauer, Robert Pfeil, Manfred Germar)                               | 40,6 DRVe |
| 2     | Karlsruher SC (Lothar Knörzer, Carl Kaufmann, Heinz Fütterer, Hans-Peter Meyer)                   | 40,900000 |
| 3     | TSV Bayer 04 Leverkusen (Karl-Heinz Naujoks, Karl-Friedrich Schröder, Adolf Kluck, Horst Poehler) | 41,200000 |
| 4     | 1. FC Nürnberg (Strobel, Karl-Friedrich Haas, Mager, Gerteiser)                                   | 41,900000 |
| 5     | Preussen Krefeld (Williger, Klöckner, Heinen, Kemp)                                               | 42,000000 |
| DSQ   | SpVgg. Feuerbach (Rolf Grötzinger, Blümmel, Martin Reichert, Günter Wager)                        |           |

Datum:18. August
Die Siegerzeit des ASV Köln bedeutete gleichzeitig Einstellung des deutschen Rekords für Vereinsstaffeln.

### 4 × 400 m Staffel
| Platz | Verein, Besetzung                                                               | Zeit (min) |
| ----- | ------------------------------------------------------------------------------- | ---------- |
| 1     | OSV Hörde (Udo Waldheim, Walter Oberste, Albert Radusch, Manfred Poerschke)     | 3:11,8     |
| 2     | SuS Bergedorf (Rainald Bohnhoff, Weiß, Claus Beissner, Jürgen Kühl)             | 3:14,9     |
| 3     | LAV Menden (Breer, Köppe, Ritter, Wallenwein)                                   | 3:16,8     |
| 4     | SpVgg. Feuerbach (Sonntag, Simon, Heinz Hoß, Blümmel)                           | 3:17,0     |
| 5     | USC Freiburg (Steinfeld, Gerd Dörrie, Otto Klappert, Helmut Joho)               | 3:17,5     |
| 6     | 1. SC Göttingen 05 (Wolfgang Schöll, Günther Glaeske, Hans-Josef Nolte, Kaiser) | 3:20,3     |

Datum:18. August

### 3 × 1000 m Staffel
| Platz | Verein, Besetzung                                                       | Zeit (min) |
| ----- | ----------------------------------------------------------------------- | ---------- |
| 1     | Berliner SC (Herbert Stichnote, Klaus Ostach, Olaf Lawrenz)             | 7:28,0     |
| 2     | Barmer TV 1846 Wuppertal (Hans Emde, Friedrich Stracke, Werner Lueg)    | 7:29,2     |
| 3     | TSV Bayer 04 Leverkusen (Josef John, Dieter Emmerich, Herbert Missalla) | 7:29,4     |
| 4     | SV Phönix Ludwigshafen (Karl Heinz Ries, Horst Kocher, Manfred Schober) | 7:31,4     |
| 5     | Polizei SV Berlin (Gerhard Weinmann, Jörg Balke, Klaus Lehmann)         | 7:31,4     |
| 6     | VfB Stuttgart (Rudolf Schäffler, Stefan Lüpfert, Roland Schrem)         | 7:31,4     |

Datum:16. August

### 20-km-Gehen
| Platz | Athlet, Verein                           | Zeit (h)  |
| ----- | ---------------------------------------- | --------- |
| 1     | Fritz Seiler (Meidericher SV)            | 1:37:43,6 |
| 2     | Erich Hesmer (Grün-Weiß Essen)           | 1:37:54,0 |
| 3     | Horst Thomanske (Eintracht Braunschweig) | 1:37:55,6 |
| 4     | Siegfried Kemper (Berliner SC)           | 1:37:59,8 |
| 5     | Claus Biethan (Hamburger SV)             | 1:39:32,0 |
| 6     | Alfred Fattmann (Grün-Weiß Essen)        | 1:41:32,0 |

Datum:16. August

### 20-km-Gehen, Mannschaftswertung
| Platz | Verein, Besetzung                                                                   | Zeit (h)  |
| ----- | ----------------------------------------------------------------------------------- | --------- |
| 1     | Eintracht Braunschweig I (Horst Thomanske, Viktor Siuda, Walter Stoltz)             | 5:05:04,4 |
| 2     | Grün-Weiß Essen (Erich Hesmer, Alfred Fattmann, Klinger)                            | 5:09:13,6 |
| 3     | Hamburger SV (Claus Biethan, Horst Gerdau, Claus Bartels)                           | 5:10:34,0 |
| 4     | MTV Gießen (Hans-Wilhelm Neuhaus, Heinz Zochert, Lich)                              | 5:20:20,4 |
| 5     | Eintracht Braunschweig II (Gustav Peinemann, Wolf-Dieter Götz, Hans-Jürgen Dressel) | 5:26:29,8 |
| 6     | Meidericher SV (Fritz Seiler, Herbert Staubach, Manfred Liermann)                   | 5:30:48,4 |

Datum: 16. August

### 50-km-Gehen
| Platz | Athlet, Verein                           | Zeit (h)  |
| ----- | ---------------------------------------- | --------- |
| 1     | Claus Biethan (Hamburger SV)             | 4:27:48,6 |
| 2     | Viktor Siuda (Eintracht Braunschweig)    | 4:42:04,4 |
| 3     | Emil Griem (Hamburger SV)                | 4:49:46,0 |
| 4     | Erich Hesmer (Grün-Weiß Essen)           | 4:49:55,0 |
| 5     | Robert Kübler (TSV Allianz Stuttgart)    | 4:54:19,0 |
| 6     | Horst Thomanske (Eintracht Braunschweig) | 4:54:45,0 |

Datum: 6. Oktober
fand in Stuttgart statt

### 50-km-Gehen, Mannschaftswertung
| Platz | Verein, Besetzung                                                     | Zeit (h)   |
| ----- | --------------------------------------------------------------------- | ---------- |
| 1     | Hamburger SV (Claus Biethan, Emil Griem, Claus Bartels)               | 14:19:43,4 |
| 2     | Eintracht Braunschweig (Viktor Siuda, Horst Thomanske, Walter Stoltz) | 14:32:00,2 |
| 3     | TSV Allianz Stuttgart (Robert Kübler, Erwin Pompe, Schneider)         | 15:52:24,0 |

Datum: 6. Oktober
fand in Stuttgart statt
nur 3 Mannschaften in der Wertung

### Hochsprung
| Platz | Athlet, Verein                       | Höhe (m) |
| ----- | ------------------------------------ | -------- |
| 1     | Theo Püll (LG 1947 Viersen)          | 1,96     |
| 2     | Werner Bähr (VfL Wolfsburg)          | 1,96     |
| 3     | Dieter Krake (VfL Wolfsburg)         | 1,80     |
| 3     | Jürgen Haßmann (ASV Köln)            | 1,80     |
| 5     | Dieter Böhm (Osnabrücker Turnerbund) | 1,80     |
| 5     | Jürgen Jösch (Rot-Weiß Koblenz)      | 1,80     |
| 5     | Horst Charton (Schwarz-Weiß Essen)   | 1,80     |

Datum:18. August

### Stabhochsprung
| Platz | Athlet, Verein                  | Höhe (m) |
| ----- | ------------------------------- | -------- |
| 1     | Willi Reißmann (TV Fürth 1860)  | 4,10     |
| 2     | Horst Drumm (Rot-Weiß Koblenz)  | 4,10     |
| 3     | Rudolf Zech (1. FC Nürnberg)    | 4,00     |
| 4     | Richard Seidler (VfL Bochum)    | 4,00     |
| 5     | Horst Sommer (TSV 1860 München) | 3,90     |
| 6     | Dieter Möhring (VfL Wolfsburg)  | 3,90     |

Datum:17. August

### Weitsprung
| Platz | Athlet, Verein                        | Weite (m) |
| ----- | ------------------------------------- | --------- |
| 1     | Manfred Molzberger (Olympia Oberberg) | 7,62      |
| 2     | Reinhold Döll (VfB Friedberg)         | 7,35      |
| 3     | Dietrich Richter (TG Schwenningen)    | 7,30      |
| 4     | Dieter Witte (OSC Berlin)             | 7,19      |
| 5     | Heinz Wagner (TV 1861 Haßfurt)        | 7,07      |
| 6     | Manfred Heide (TSV Neustadt/Rbg.)     | 7,04      |

Datum:18. August

### Dreisprung
| Platz | Athlet, Verein                           | Weite (m) |
| ----- | ---------------------------------------- | --------- |
| 1     | Robert Wiener (DJK Schweinfurt)          | 14,91     |
| 2     | Hermann Strauß (TG Kitzingen)            | 14,54     |
| 3     | Erich Bremicker (SV Phönix Ludwigshafen) | 14,12     |
| 4     | Werner Wildemann (FC Schalke 04)         | 14,08     |
| 5     | Herbert Pfeffer (SV Darmstadt 98)        | 14,06     |
| 6     | Jürgen Jenss (VfL Wolfsburg)             | 13,95     |

Datum:16. August

### Kugelstoßen
| Platz | Athlet, Verein                        | Weite (m) |
| ----- | ------------------------------------- | --------- |
| 1     | Hermann Lingnau (Hannover 96)         | 17,05     |
| 2     | Dietrich Urbach (TSV 1860 München)    | 16,61     |
| 3     | Helmut Diehl (TSV 1860 München)       | 15,95     |
| 4     | Karl-Heinz Wegmann (Dortmunder SC 95) | 15,36     |
| 5     | Josef Klik (TuS Fritzlar)             | 15,13     |
| 6     | Helmut Huber (USC Freiburg)           | 14,92     |

Datum:18. August

### Diskuswurf
| Platz | Athlet, Verein                     | Weite (m) |
| ----- | ---------------------------------- | --------- |
| 1     | Martin Bührle (USC Heidelberg)     | 49,65     |
| 2     | Otto Koppenhöfer (TG Heilbronn)    | 48,99     |
| 3     | Josef Klik (TuS Fritzlar)          | 48,52     |
| 4     | Dietrich Urbach (TSV 1860 München) | 46,75     |
| 5     | Dieter Möhring (VfL Wolfsburg)     | 46,43     |
| 6     | Karl Oweger (TSV 1860 München)     | 45,86     |

Datum:17. August

### Hammerwurf
| Platz | Athlet, Verein                            | Weite (m) |
| ----- | ----------------------------------------- | --------- |
| 1     | Hugo Ziermann (PSV Grünweiß Frankfurt)    | 57,00     |
| 2     | Karl Storch (Borussia Fulda)              | 55,25     |
| 3     | Siegfried Lorenz (TV Lüdenscheid)         | 54,81     |
| 4     | Willi Glotzbach (Fuldaer Turnerschaft 48) | 54,77     |
| 5     | Rudolf Morey (SV Phönix Ludwigshafen)     | 52,98     |
| 6     | Horst Schäfer (Spvgg. 03 Neu-Isenburg)    | 51,66     |

Datum:16. August

### Speerwurf
| Platz | Athlet, Verein                        | Weite (m) |
| ----- | ------------------------------------- | --------- |
| 1     | Heinrich Will (Rendsburger TSV)       | 76,75     |
| 2     | Gerhard Keller (TSV Süßen)            | 74,70     |
| 3     | Emil Sick (Stuttgarter Kickers)       | 72,07     |
| 4     | Luitpold Maier (TSV 1860 München)     | 71,14     |
| 5     | Manfred Hütsch (OSV Hörde)            | 68,85     |
| 6     | Hans Schenk (TSV Bayer 04 Leverkusen) | 68,11     |

Datum:18. August

### Fünfkampf,1952er Wertung
| Platz | Athlet, Verein                           | P – offiz. Wert. | P – 85er Wert. |
| ----- | ---------------------------------------- | ---------------- | -------------- |
| 1     | Manfred Heide (TSV Neustadt/Rbg.)        | 3188             | 3552           |
| 2     | Rudolf Grünewald (TV Lampertheim)        | 2992             | 3369           |
| 3     | Dieter Koloska (MTV Gießen)              | 2905             | 3355           |
| 4     | Karl Dittmann (Barmer TV 1846 Wuppertal) | 2832             | 3281           |
| 5     | Hans Müller (Post-SV Trier)              | 2756             | 3158           |
| 6     | Gerd Teppe (Aachener TG)                 | 3141             | 3052           |

Datum: 27. Juli
fand in Oberhausen statt
Disziplinen des Fünfkampfs: Weitsprung, Speerwurf, 200 m, Diskuswurf, 1500 m

### Zehnkampf,1952er Wertung
| Platz | Athlet, Verein                       | P – offiz. Wert. | P – 85er Wert. |
| ----- | ------------------------------------ | ---------------- | -------------- |
| 1     | Dieter Möhring (VfL Wolfsburg)       | 6727             | 6906           |
| 2     | Erwin Meister (TSV 1860 München)     | 5997             | 6409           |
| 3     | Lutz Reinhardt (SV Darmstadt 98)     | 5418             | 6038           |
| 4     | Dietrich Urbach (TSV 1860 München)   | 5305             | 5799           |
| 5     | Willi Dettermann (Recklinghäuser LC) | 5161             | 5872           |
| 6     | Helmut Bayer (TG 1862 Rüsselsheim)   | 5109             | 5797           |

Datum: 27./28. Juli
fand in Oberhausen statt

### Waldlauf–7400m
| Platz | Athlet, Verein                    | Zeit (min) |
| ----- | --------------------------------- | ---------- |
| 1     | Walter Konrad (TSV 1860 München)  | 22:49,8    |
| 2     | Xaver Höger (TV Grönenbach)       | 22:56,4    |
| 3     | Hans Hüneke (VfL Wolfsburg)       | 23:37,6    |
| 4     | Gustav Disse (SC Dahlhausen)      | 23:40,4    |
| 5     | Ludwig Müller (Weseler TV)        | 23:41,6    |
| 6     | Georg Kluge (Rot-Weiß Oberhausen) | 23:42,0    |

Datum: 21. April
fand in Erpel statt

### Waldlauf–7400m, Mannschaftswertung
| Platz | Verein, Besetzung                                                   | (Pkte)               |
| ----- | ------------------------------------------------------------------- | -------------------- |
| 1     | SC Dahlhausen (Gustav Disse, Heinz Betting, Heinz Korte)            | 13 (Plätze 04/7/13)  |
| 2     | SCC Berlin I (Günter Dohrow, Gideon Papke, Hermann Brecht)          | 21 (Plätze 10/12/14) |
| 3     | VfL Wolfsburg (Hans Hüneke, Fritz Böschen, Karl-Heinz Flamm)        | 29 (Plätze 03/19/24) |
| 4     | Rot-Weiß Koblenz (Karl-Heinz Schmalz, Günther Timm, Willi Holtkamp) | 32 (Plätze 09/16/26) |
| 5     | SCC Berlin II (Lerch, Schwalgun, Kohls)                             | 50 (Plätze 17/25/31) |
| 6     | Hamburger SV (Karl-Heinz Paetow, Gerhard Paschen, Klaus Ketelsen)   | 54 (Plätze 11/27/44) |

Datum: 21. April
fand in Erpel statt

## Meisterschaftsresultate Frauen

### 100 m
| Platz | Athletin, Verein                     | Zeit (s) |
| ----- | ------------------------------------ | -------- |
| 1     | Brunhilde Hendrix (1. FC Nürnberg)   | 12,0     |
| 2     | Christiane Voß (VfB Friedrichshafen) | 12,1     |
| 3     | Inge Fuhrmann (SCC Berlin)           | 12,2     |
| 4     | Jutta Klinge (Werder Bremen)         | 12,3     |
| 5     | Inge Werner (TV Schwetzingen)        | 12,3     |
| 6     | Ulrike Lehr (Stuttgarter Kickers)    | 12,4     |

Datum:17. August

### 200 m
| Platz | Athletin, Verein                            | Zeit (s) |
| ----- | ------------------------------------------- | -------- |
| 1     | Inge Fuhrmann (SCC Berlin)                  | 24,6     |
| 2     | Christiane Voß (VfB Friedrichshafen)        | 24,8     |
| 3     | Edeltraud Eiberle (TG Trossingen)           | 25,0     |
| 4     | Maria Jeibmann, geb. Arenz (Wuppertaler SV) | 25,0     |
| 5     | Jutta Klinge (Werder Bremen)                | 25,4     |
| 6     | Marie-Luise Schultheis (Flensburger TB)     | 25,5     |

Datum:18. August

### 800 m
| Platz | Athletin, Verein                       | Zeit (min) |
| ----- | -------------------------------------- | ---------- |
| 1     | Ariane Döser (SSV Reutlingen 05)       | 2:12,5     |
| 2     | Margarete Buscher (Eintracht Nordhorn) | 2:13,6     |
| 3     | Edith Schiller (ASV Köln)              | 2:14,0     |
| 4     | Nanny Schlüter (VfL Pinneberg)         | 2:14,6     |
| 5     | Antje Braasch (TuS Alstertal Hamburg)  | 2:17,9     |
| 6     | Berti Begasse (DLC Aachen)             | 2:19,0     |

Datum:17. August

### 80 m Hürden
| Platz | Athletin, Verein                          | Zeit (s) |
| ----- | ----------------------------------------- | -------- |
| 1     | Erika Fisch (Hannover 96)                 | 11,3     |
| 2     | Zenta Kopp, geb. Gastl (TSV 1860 München) | 11,3     |
| 3     | Edeltraud Eiberle (TG Trossingen)         | 11,5     |
| 4     | Anneliese Karl (Post-SV München)          | 11,6     |
| 5     | Ursula Diosegi (SuS Bergedorf)            | 11,6     |
| 6     | Ilsabe Heider (SV St. Georg 1895 Hamburg) | 11,7     |

Datum:18. August

### 4 × 100 m Staffel
| Platz | Verein, Besetzung                                                                                             | Zeit (s) |
| ----- | --- | -------- |
| 1     | 1. FC Nürnberg (Marika Otting, Anneliese Seonbuchner, Brunhilde Hendrix, Barbara Ebert)                       | 47,1     |
| 2     | OSV Hörde (Margret Hlubek, Charlotte Schmidt – geb. Böhmer, Renate Vetter, geb. Nitschke, Christel Schneider) | 47,8     |
| 3     | Wuppertaler SV (Ilse Jäger, Maren Collin, Marlene Nix, Maria Jeibmann, geb. Arenz)                            | 48,4     |
| 4     | Stuttgarter Kickers (Erna Hönig, Ulrike Lehr, Karola Ebenritter, Margot Körner)                               | 48,6     |
| 5     | Hannover 96 (Anneliese Schrader, Renate Marsch, Erika Fisch, H. Schrader)                                     | 48,7     |
| 6     | OSC Berlin (Hannelore Swienty, Marianne Müller, Erika Rybakowski, Isolde Beichler)                            | 48,9     |

Datum:18. August

### Hochsprung
| Platz | Athletin, Verein                     | Höhe (m) |
| ----- | ------------------------------------ | -------- |
| 1     | Inge Kilian (Eintracht Braunschweig) | 1,61     |
| 2     | Marlene Matthei (ASV Köln)           | 1,58     |
| 3     | Ilia Hans (SpVgg Bissingen)          | 1,55     |
| 4     | Ines Wagner (Oldenburger Turnerbund) | 1,50     |
| 4     | Heidi Maasberg (TSV 1860 München)    | 1,50     |
| 6     | Renate Krämer (ASV Köln)             | 1,50     |

Datum:17. August

### Weitsprung
| Platz | Athletin, Verein                          | Weite (m) |
| ----- | ----------------------------------------- | --------- |
| 1     | Helga Hoffmann (ATSV Saarbrücken)         | 5,91      |
| 2     | Anneliese Seonbuchner (1. FC Nürnberg)    | 5,89      |
| 3     | Renate Junker (Rheydter TV 1847)          | 5,78      |
| 4     | Ilsabe Heider (SV St. Georg 1895 Hamburg) | 5,77      |
| 5     | Inge Eckel (Borussia Neunkirchen)         | 5,54      |
| 6     | Ursula Diosegi (SuS Bergedorf)            | 5,53      |

Datum:17. August

### Kugelstoßen
| Platz | Athletin, Verein                                    | Weite (m) |
| ----- | --------------------------------------------------- | --------- |
| 1     | Marianne Werner, geb. Schulze-Entrup (SC Greven 09) | 15,24     |
| 2     | Mathilde Hartl (TV Mallersdorf)                     | 14,09     |
| 3     | Hannelore Klute (Turnerschaft Göppingen)            | 13,78     |
| 4     | Antonia Vehoff (SC Greven 09)                       | 13,13     |
| 5     | Edelgard Anhoff (SCC Berlin)                        | 12,95     |
| 6     | Karen Sonneck, geb. Uthke (VfL Osnabrück)           | 12,95     |

Datum:18. August

### Diskuswurf
| Platz | Athletin, Verein                             | Weite (m) |
| ----- | -------------------------------------------- | --------- |
| 1     | Anne-Chatrine Lafrenz (Gut-Heil Lübeck 1876) | 48,84     |
| 2     | Gudrun Kapolke (Hamburger SV)                | 46,63     |
| 3     | Karen Sonneck, geb. Uthke (VfL Osnabrück)    | 46,14     |
| 4     | Hanna Bienert (Post-SV Hannover)             | 43,55     |
| 5     | Kriemhild Hausmann (Preussen Krefeld)        | 43,46     |
| 6     | Walburga Kaiser (Preußen Münster)            | 41,48     |

Datum:16. August

### Speerwurf
| Platz | Athletin, Verein                                | Weite (m) |
| ----- | ----------------------------------------------- | --------- |
| 1     | Almut Brömmel (TSV 1860 München)                | 50,23     |
| 2     | Renate Dannenfeld (Teutonia Uelzen)             | 45,37     |
| 3     | Christa Dieckvoß (Ratzeburger SV)               | 44,63     |
| 4     | Liselotte Kipp (Soester TV)                     | 43,37     |
| 5     | Regine Gronau (TB Erlangen)                     | 42,95     |
| 6     | Elisabeth Meister, geb. Groß (TSV 1860 München) | 42,68     |

Datum:17. August

### Fünfkampf,1955er Wertung
| Platz | Athletin, Verein                          | Leistung (Pkte) |
| ----- | ----------------------------------------- | --------------- |
| 1     | Edeltraud Eiberle (TG Trossingen)         | 4508            |
| 2     | Christa Büchner (TSV Bayer 04 Leverkusen) | 4331            |
| 3     | Anneliese Seonbuchner (1. FC Nürnberg)    | 4289            |
| 4     | Gertrud Hantschk (TS Jahn München)        | 4257            |
| 5     | Marianne Müller (OSC Berlin)              | 4177            |
| 6     | Gertrud Dilcher (ACT Kassel)              | 4091            |

Datum: 27./28. Juli
fand in Oberhausen statt

### Waldlauf–1000m
| Platz | Athletin, Verein                       | Zeit (min) |
| ----- | -------------------------------------- | ---------- |
| 1     | Edith Schiller (ASV Köln)              | 3:05,6     |
| 2     | Ariane Döser (SSV Reutlingen)          | 3:? 00     |
| 3     | Margarete Buscher (LC Nordhorn)        | 3:10,0     |
| 4     | Christel Miklavicic (VfL Hüls)         | 3:11,0     |
| 5     | Brigitte Stötzel (Sportfreunde Siegen) | 3:14,6     |
| 6     | Nanny Schlüter (VfL Pinneberg)         | 3:16,4     |

Datum: 21. April
fand in Erpel statt

### Waldlauf–1000m, Mannschaftswertung
| Platz | Verein, Besetzung                                                 | (Pkte)               |
| ----- | ----------------------------------------------------------------- | -------------------- |
| 1     | OSC Berlin (Mann, Wolf, Tietz)                                    | 09 (Plätze 08/10/11) |
| 2     | Post-SG Mannheim (Rosemarie Nitsch, Hannelore Dörr, Marlene Orth) | 16 (Plätze 06/17/24) |
| 3     | Harburger TB 1865 (Helm, Wischmann, Schölermann)                  | 20 (Plätze 15/19/23) |

Datum: 21. April
fand in Erpel statt
nur 3 Mannschaften in der Wertung

## Video
- Video Neue Deutsche Wochenschau 1957 mit Ausschnitten der Deutschen Leichtathletik-Meisterschaften 1957 in Düsseldorf, Bereich: 7:39 min bis 9:58 min aus dem Filmothek-Bundesarchiv, abgerufen am 20. April 2021